# Hansaviertel
Pronunciação
Hansaviertel (em alemão: ˈhanzaˌfɪʁtl̩) é a menor localidade do bairro de Mitte situada entre o Großer Tiergarten e o rio Spree, em Berlim.
O bairro foi completamente destruído durante a Segunda Guerra Mundial, sendo reconstruído entre 1957 e 1961 como um projeto de habitação social por arquitetos renomados como Alvar Aalto, Egon Eiermann, Walter Gropius, Oscar Niemeyer e Sep Ruf. Nomeado de Interbau, o conjunto conta com duas igrejas (St. Ansgar e Kaiser-Friedrich-Gedächtniskirche). Atualmente, é tombado como monumento histórico.

## História
As ruas da zona têm o nome das “cidades Hansa”; cidades que faziam parte da Liga Hanseática, uma rede comercial estabelecida na Idade Média. A Hansaplatz, a praça central, tem uma pequena galeria comercial, uma biblioteca e o Grips-Theater. A estação de metro de Hansaplatz foi construída em 1957, embora a linha U9 só tenha sido inaugurada em 1961. Alguns edifícios do período Gründerzeit permaneceram a norte do caminho de ferro Stadtbahn. A Altonaer Straße, com o nome do bairro de Altona em Hamburgo, leva à Coluna da Vitória. O Palácio de Bellevue, a residência do presidente da Alemanha, fica nas proximidades.

## Galeria

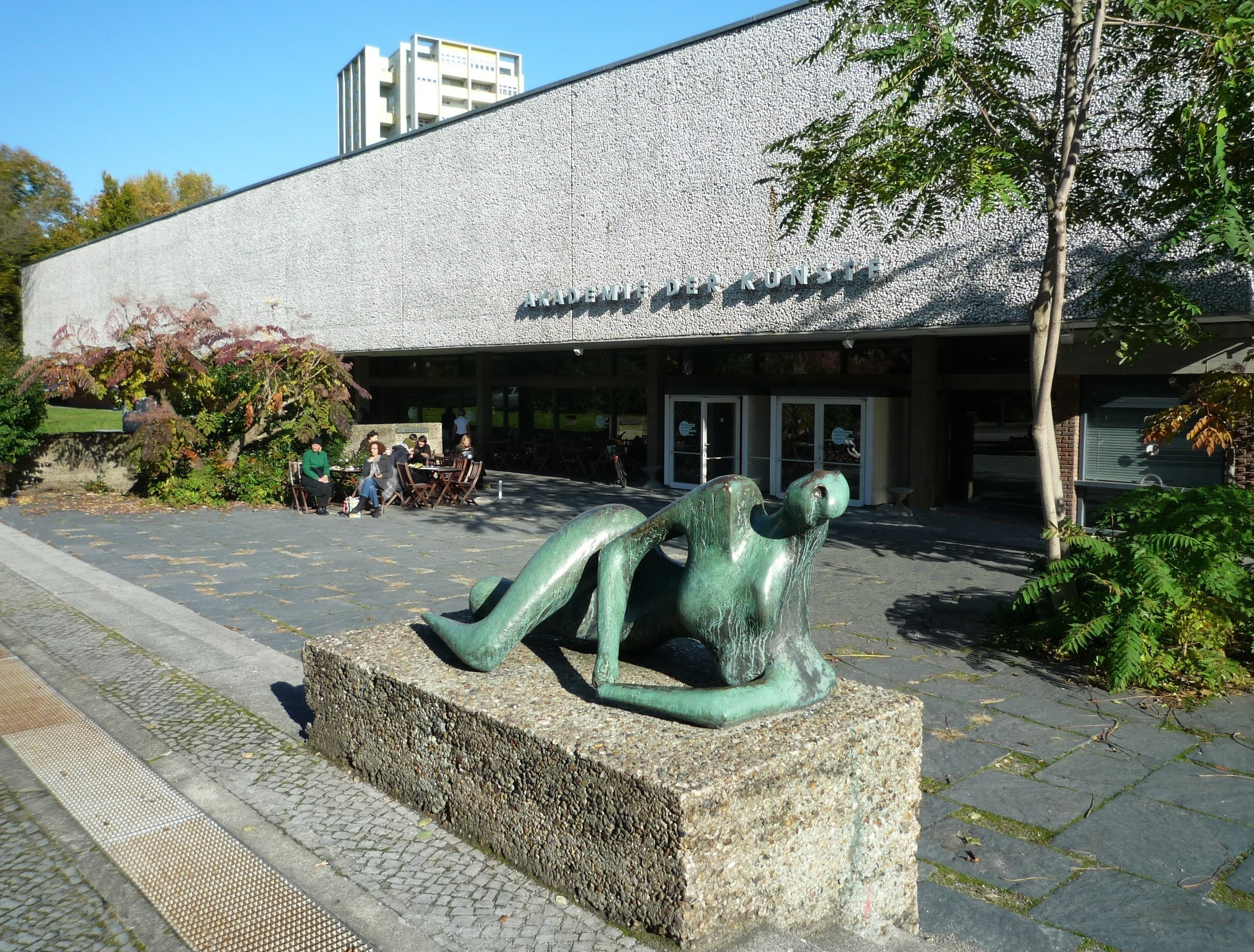
Academia de Arte de Berlim
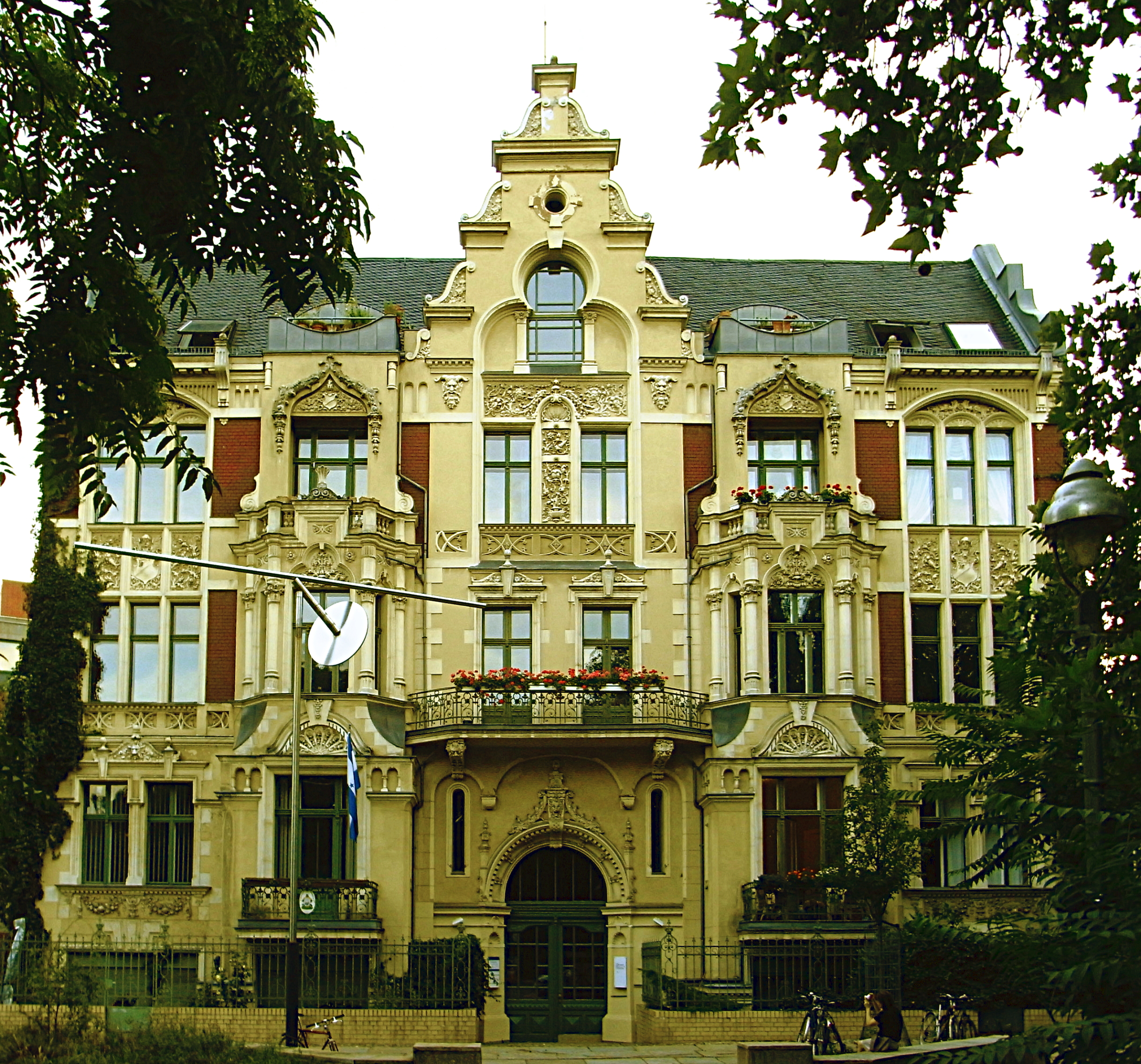
Edifício antigo na Kuxhafener Straße
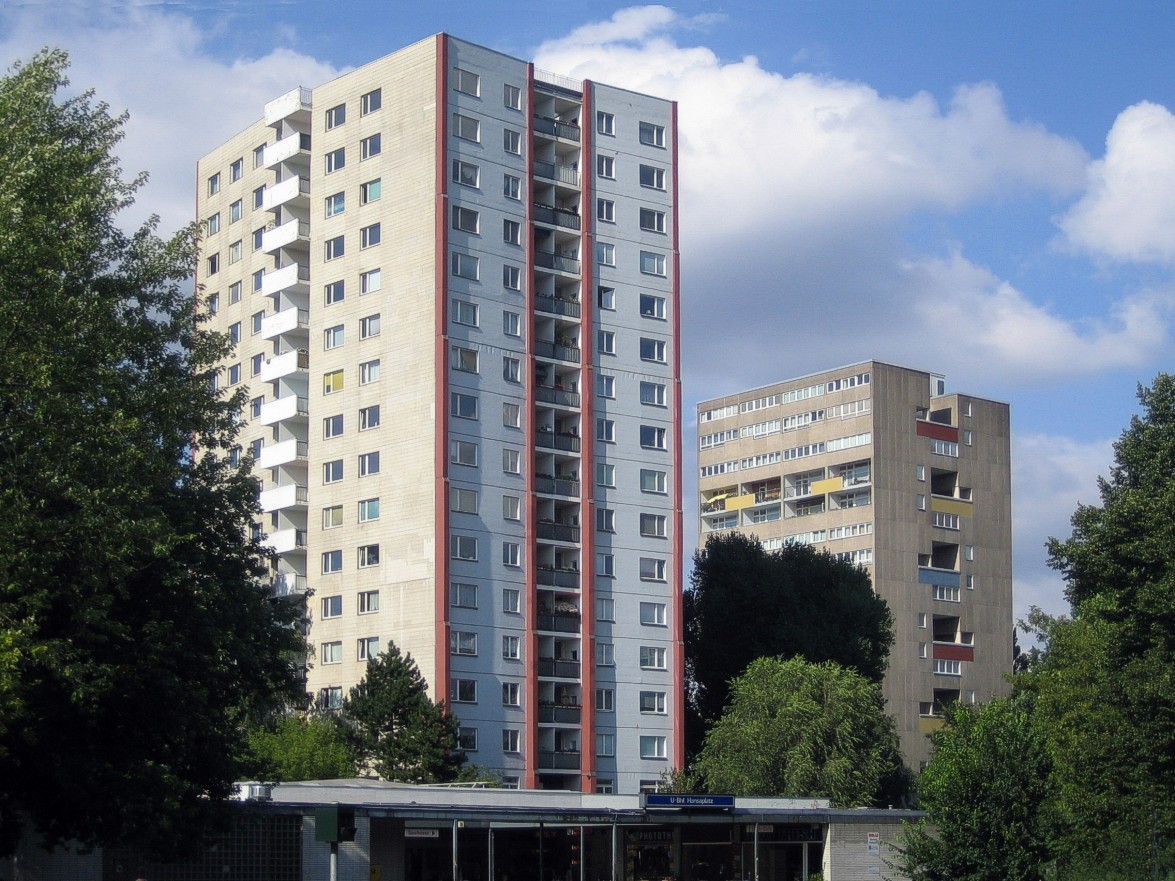
Complexo residencial
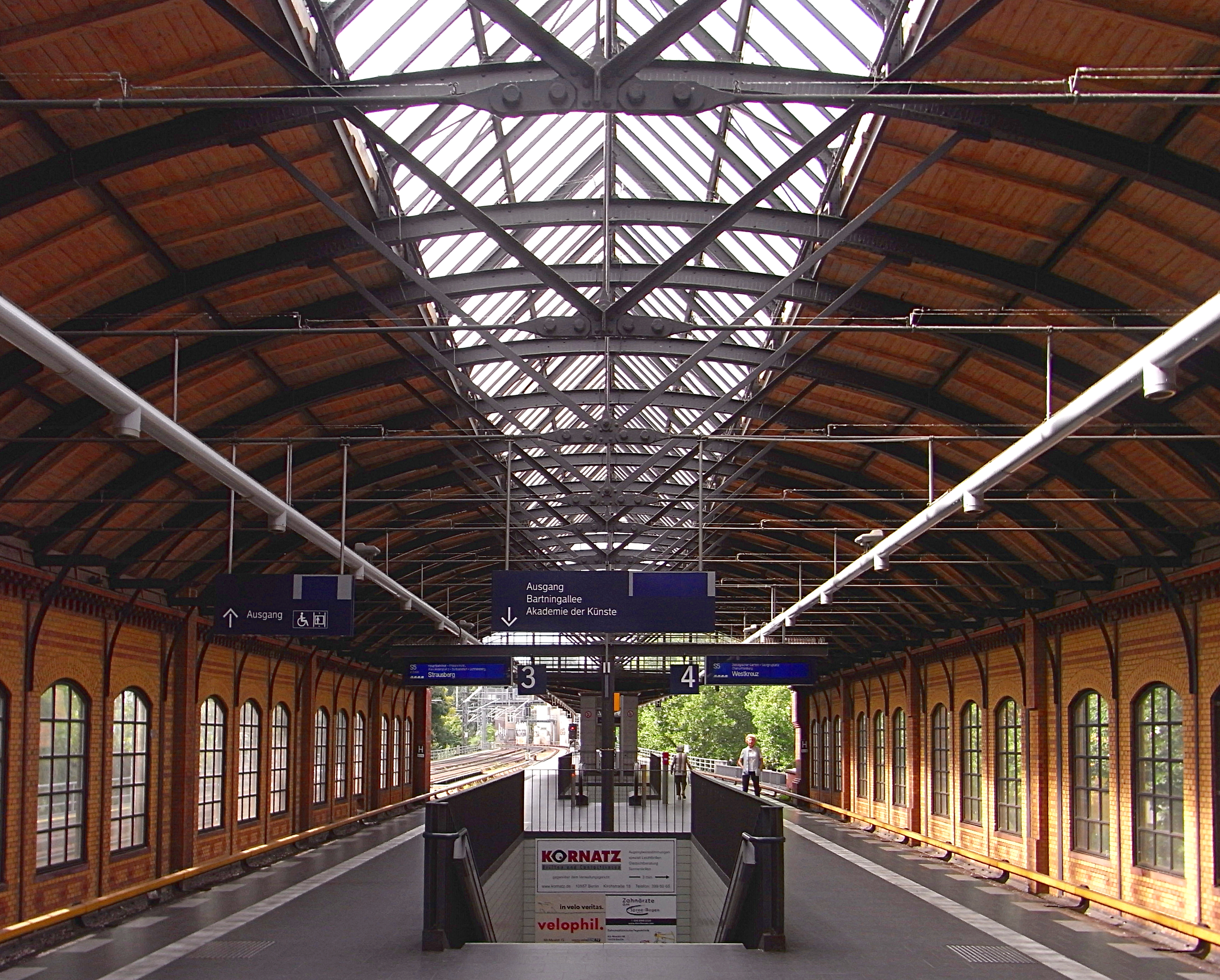
Estação de Bellevue
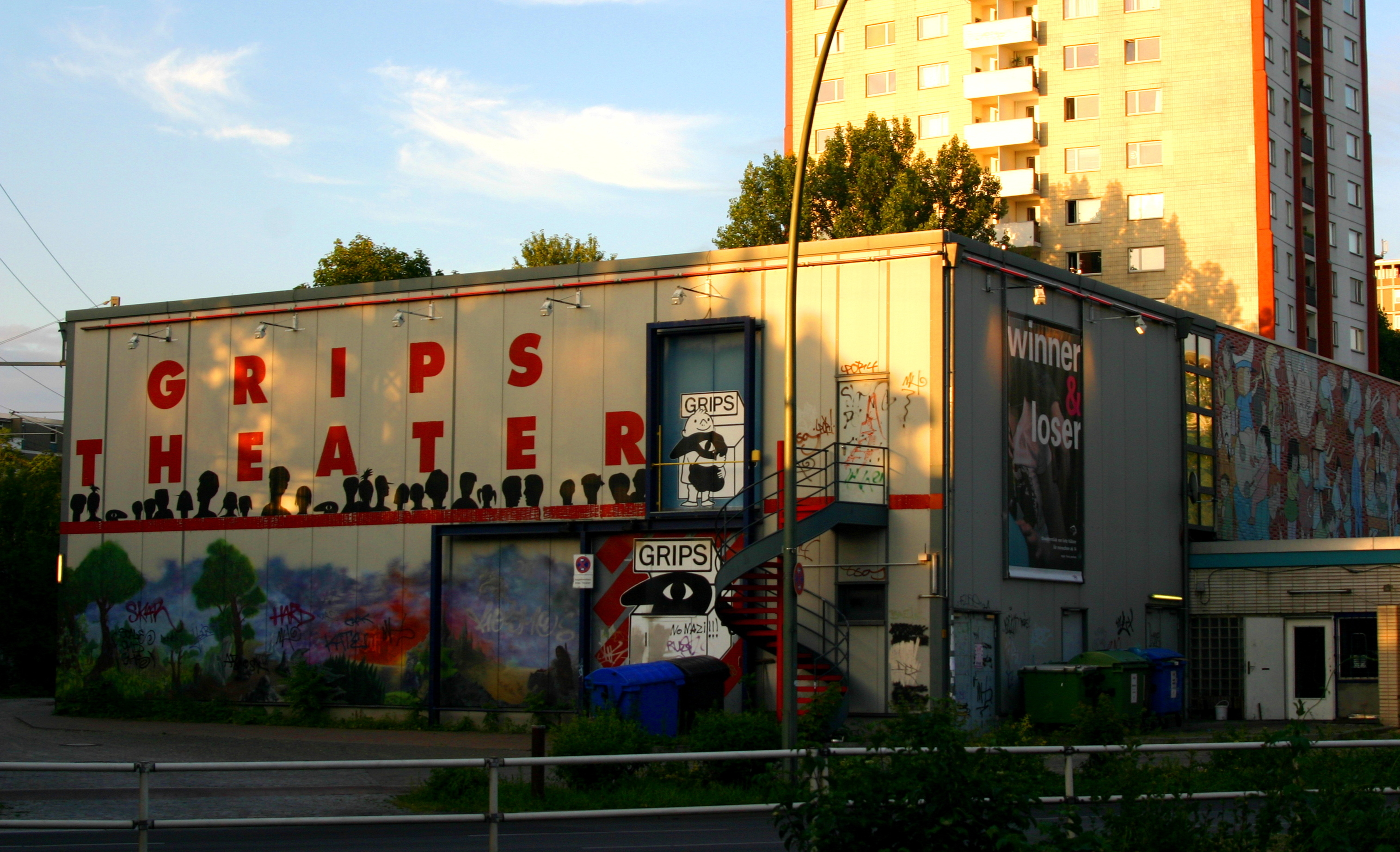
Teatro “Grips”
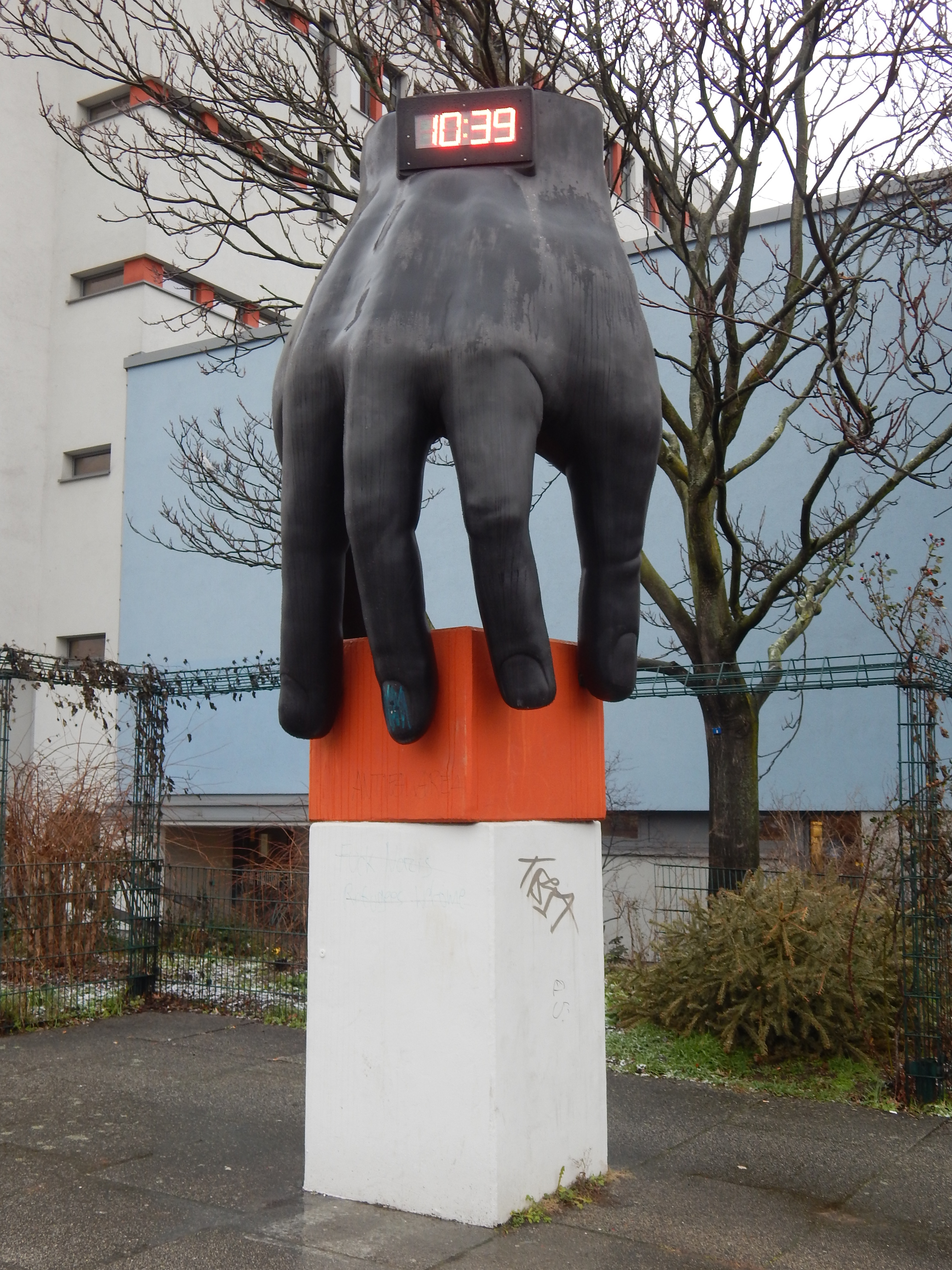
Escultura